# Nina Perner
Nina Perner (Karlsruhe, 10 febbraio 1986) è un'ex sciatrice alpina tedesca.

## Biografia
Slalomista pura attiva in gare FIS dal dicembre del 2001, in Coppa Europa la Perner esordì il 5 febbraio 2004 a Lenggries (45ª) e ottenne l'unico podio il 22 febbraio 2007 a Pal (3ª); pochi giorni dopo, il 25 febbraio, debuttò in Coppa del Mondo, in Sierra Nevada senza completare la gara. L'11 gennaio 2011 ottenne a Flachau il miglior piazzamento in Coppa del Mondo (12ª).
Prese per l'ultima volta il via in Coppa del Mondo il 3 gennaio 2012 a Zagabria Sljeme, senza completare la prova; si ritirò all'inizio della stagione 2012-2013 e la sua ultima gara fu lo slalom speciale di Coppa Europa disputato il 27 novembre a Vemdalen, chiuso dalla Perner al 50º posto. Non prese parte a rassegne olimpiche o iridate.

## Palmarès

### Coppa del Mondo
- Miglior piazzamento in classifica generale: 72ª nel 2011

### Coppa Europa
- Miglior piazzamento in classifica generale: 34ª nel 2008
- 1 podio:
  - 1 terzo posto

### Nor-Am Cup
- Miglior piazzamento in classifica generale: 34ª nel 2009
- 1 podio:
  - 1 terzo posto

### Campionati tedeschi
- 3 medaglie:
  - 1 oro (slalom speciale nel 2010)
  - 2 argenti (slalom speciale nel 2007; slalom gigante nel 2009)